# Maddox (écrivain)
Maddox est le pseudonyme de George Ouzounian, humoriste, satiriste, personnalité de l'Internet, et auteur de livres américain. Il devient une célébrité sur Internet dans le début des années 2000 grâce à son site web aux opinions tranchées, The Best Page in the Universe, qu'il continue de maintenir. Son premier livre, The Alphabet of Manliness paru en 2006, a figuré sur la liste des bestseller du New York Times.
Son surnom provient de l’OAV japonais Metal Skin Panic MADOX-01.